# Köpetdag Aşgabat
El Köpetdag Aşgabat es un equipo de fútbol de Turkmenistán que juega en la Ýokary Liga, la liga de fútbol más importante del país.

## Historia
Fue fundado en el año 1936 en la ciudad de Asjabad y fue uno de los equipos más importantes de fútbol en Turkmenistán luego de la Independencia de la Unión Soviética al ganar 6 títulos de Liga, 6 títulos de Copa en 9 finales jugadas y 1 copa Soviética de Turkmenistán.
A nivel internacional ha participado en 8 torneos continentales donde su mejor participación fue en la Recopa de la AFC del año 1998, en la cual llegó hasta las Semifinales.
El equipo desapareció en el año 2008 por una crisis financiera.
En 2015 por orden del Ministerio de Asustos Interiores de Turkmenistán el club fue refundado, debutando en la recién creada Birinji liga (segunda división), y en su año de retorno, logró el ascenso a la máxima categoría.

## Palmarés
- Ýokary Liga: 6

1992, 1993, 1994, 1995, 1998, 2000
- Copa de Turkmenistán: 7

1993, 1994, 1997, 1999, 2000, 2001, 2018
- - Finalista: 4

1995, 2005, 2006, 2020
- Copa SSR Turkmenistán: 1

1992
- Birinji liga: 1

2015

## Participación en competiciones internacionales

### AFC
| Temporada | Torneo                  | Ronda            | Club                | Casa | Visita | Global    |
| --------- | ----------------------- | ---------------- | ------------------- | ---- | ------ | --------- |
| 1994/95   | Asian Club Championship | Preliminar       | Ansat Pavlodar      | 2–0  | 2–0    | 2° Lugar  |
| 1994/95   | Asian Club Championship | Preliminar       | Sitora Dushanbe     | 7–1  | 7–1    | 2° Lugar  |
| 1994/95   | Asian Club Championship | Preliminar       | Alga Bishkek        | 1–0  | 1–0    | 2° Lugar  |
| 1994/95   | Asian Club Championship | Preliminar       | Neftchi Fergana     | 1–2  | 1–2    | 2° Lugar  |
| 1995      | Asian Club Championship | 1                | Kant-Oil            | 6–0  | 0–2    | 6–2       |
| 1995      | Asian Club Championship | 2                | Al Ansar            | 1–1  | 5–0    | 6–1       |
| 1995      | Asian Club Championship | Cuartos de final | Saipa               | 0–1  | 0–1    | 4.º lugar |
| 1995      | Asian Club Championship | Cuartos de final | Al-Arabi            | 2–2  | 2–2    | 4.º lugar |
| 1995      | Asian Club Championship | Cuartos de final | Al Nassr            | 0–1  | 0–1    | 4.º lugar |
| 1996/97   | Asian Club Championship | 1                | Persepolis          | 0–0  | 0–1    | 0–1       |
| 1997/98   | Asian Cup Winners' Cup  | 1                | Neftchi Fergana     | 4–0  | 2–3    | 6–3       |
| 1997/98   | Asian Cup Winners' Cup  | 2                | Kairat              | 2–0  | 1–3    | 3–3 (a)   |
| 1997/98   | Asian Cup Winners' Cup  | Cuartos de final | Al-Shorta           | 4–0  | 1–1    | 5–1       |
| 1997/98   | Asian Cup Winners' Cup  | Semifinal        | Al Nassr            | 1–2  | 1–2    | 1–2       |
| 1997/98   | Asian Cup Winners' Cup  | Tercer lugar     | Beijing Guoan       | 1–4  | 1–4    | 1–4       |
| 1998/99   | Asian Club Championship | 1                | Irtysh Pavlodar     | 4–1  | 0–3    | 4–4       |
| 1998/99   | Asian Club Championship | 2                | Vakhsh Qurghonteppa | 5–0  | 1–0    | 6–0       |
| 1998/99   | Asian Club Championship | Cuartos de final | Al Ain              | 1–6  | 1–6    | 4.º lugar |
| 1998/99   | Asian Club Championship | Cuartos de final | Al Hilal            | 2–4  | 2–4    | 4.º lugar |
| 1998/99   | Asian Club Championship | Cuartos de final | Esteghlal           | 1–0  | 1–0    | 4.º lugar |
| 2001/02   | Asian Club Championship | 1                | Nasaf Qarshi        | 0–1  | 0–3    | 0–4       |
| 2022      | AFC Cup                 | Grupo F          | Dordoi Bishkek      | 1–0  | 1–0    | 2° Lugar  |
| 2022      | AFC Cup                 | Grupo F          | Khujand             | 1–3  | 1–3    | 2° Lugar  |

### Otros torneos internacionales
- Copa de la Comunidad de Estados Independientes: 1 aparición

1993 - Fase de grupos

## Jugadores

### Jugadores destacados
- Mehdi Hasheminasab
- Kurbangeldi Durdiyev
- Begench Kuliyev